# Tillac
Tillac település Franciaországban, Gers megyében. Lakosainak száma 278 fő (2022. január 1.). Tillac Aux-Aussat, Laas, Miélan, Monlezun, Monpardiac, Pallanne és Troncens községekkel határos.

## Népesség
A település népessége az elmúlt években az alábbi módon változott:
| Lakosok száma | 346  | 320  | 302  | 260  | 262  | 274  | 281  | 285  | 283  | 278  |
|               | 1968 | 1982 | 1990 | 2006 | 2013 | 2015 | 2017 | 2019 | 2020 | 2022 |